# 殉道圣人堂 (都灵)
45°04′22″N 7°40′46″E / 45.07279°N 7.67954°E

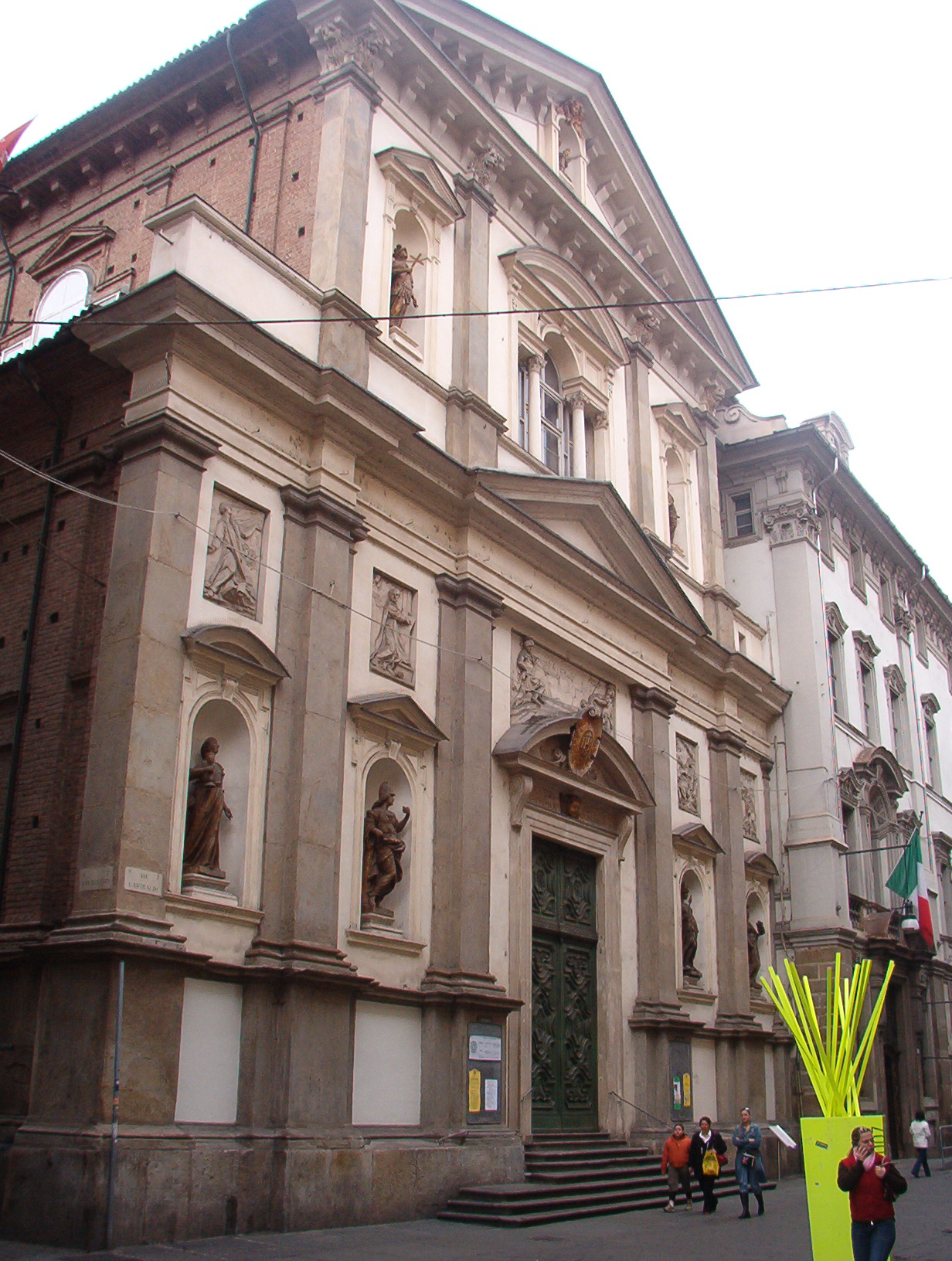

殉道圣人堂（Chiesa dei Santi Martiri）是一座罗马天主教教堂，位于意大利都灵的加里波第街与波特罗街（via Botero）的转角。
该堂由耶稣会建于1577年，巴洛克风格，供奉殉道圣人的遗骨。